# زقين طويل القرن
زقين طويل القرن (الاسم العلمي:Diascia longicornis) هو نوع من النباتات يتبع جنس الزقين من الفصيلة الغدبية.